# 顺其衡
顺其衡或顾其卫（法語：Jules-Auguste Coqset, C.M.，1847年6月28日—1917年2月4日），法国遣使会士，天主教直隶西南代牧区宗座代牧。

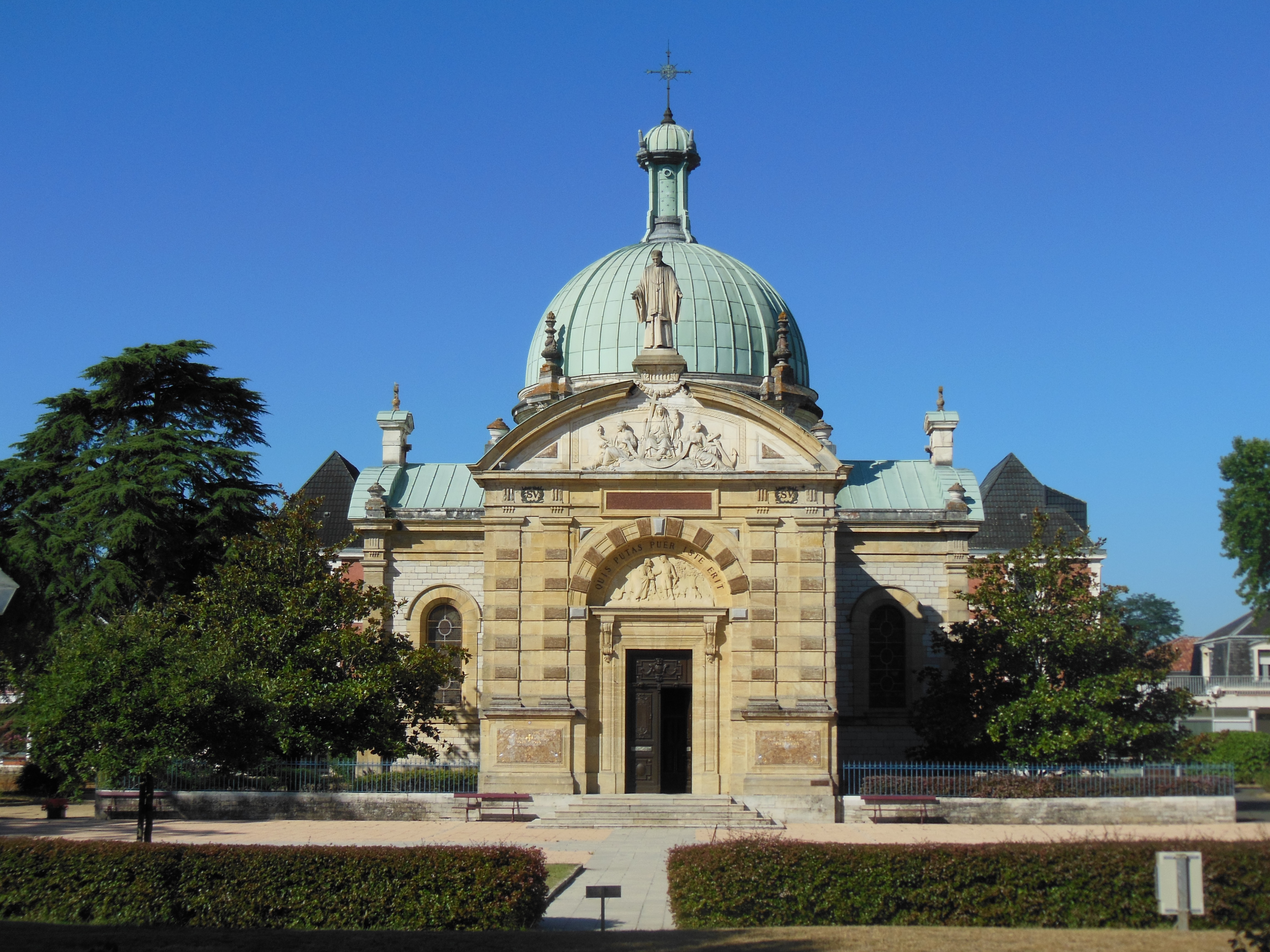
顾其卫晋铎的圣樊尚-德保罗镇圣文生保禄堂

1847年6月28日，顺其衡出生于法国北部埃纳省苏瓦松区的昂布勒尼（Ambleny） 。1866年10月1日（19岁），在巴黎加入遣使会。1868年10月2日发愿。1871年6月8日（23岁），顺其衡在会祖文生·德·保祿的故乡，法国西南部朗德省达克斯区圣樊尚-德保罗的圣文生保禄堂（法语：Église Saint-Vincent-de-Paul du Berceau）祝圣为遣使会神父。曾任教四年。
1875年，顺其衡来华传教。5月21日（27岁）抵达上海。随后赴北京，1885年任宣武门天主堂（南堂）本堂神父。1887年6月29日，40岁的顺其衡被任命为江西南境代牧区宗座代牧，驻扎吉安，领衔加地加（Cardica）主教。1887年10月16日，在宣武门天主堂由北京主教戴济世祝圣。12月5日抵达吉安。1900年8月31日，在庚子教难中，主教携8位大修士前往上海避难。事变之后，主教重建教区事业，教友人数增长。

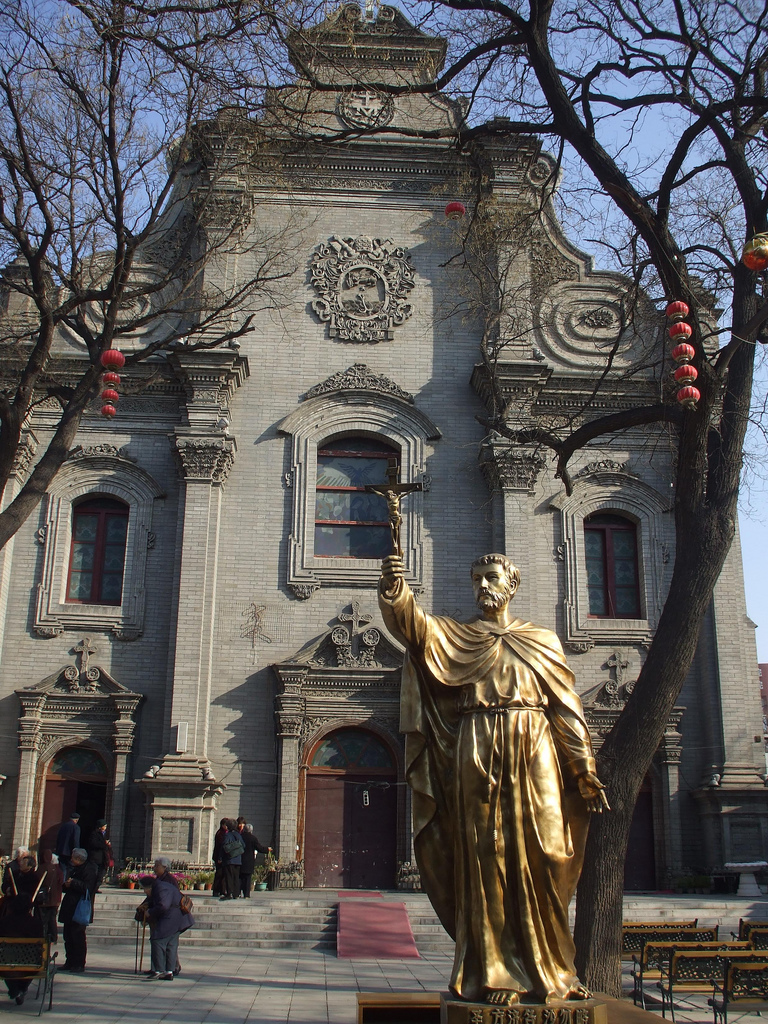
北京宣武门天主堂

1907年5月3日，顺其衡调任直隶西南代牧区宗座代牧，驻扎正定。1910年，顾主教在正定创建了印书馆。1917年2月4日，顺其衡主教在正定逝世，年69岁，来华传教41年，葬于柏棠小修院的小堂中。继任者是文貴斌主教（1917年－1919年）。